# Aljosa Urnaut
Aljosa Joske Urnaut (* 25. Februar 1988 in Zagreb, Jugoslawien) ist ein belgischer Volleyballspieler.

## Karriere
Aljosa Urnaut ist der Sohn des slowenischen Nationalspielers Andrej Urnaut, der 2003 mit dem SCC Berlin deutscher Meister wurde. Mit seiner Familie kam er 2006 nach Belgien und nahm die Staatsbürgerschaft der neuen Heimat an. Er spielte beim belgischen Erstligisten Handelsgids Averbode, der in der Saison 2006/07 am CEV-Pokal teilnahm. 2008 wechselte der Außenangreifer zum spanischen Verein Portol Palma Mallorca, mit dem er das Achtelfinale der Champions League erreichte. Nach einer Saison auf der Insel kehrte Urnaut zurück nach Belgien und spielte für Aquacare Halen (heute Topsport Herk-de-Stad). In der Saison 2011/12 unterlag er mit seinem Verein im Achtelfinale des CEV-Pokals dem Ligakonkurrenten Knack Randstad Roeselare. 2012/13 spielte er beim deutschen Bundesligisten evivo Düren. Danach kehrte Urnaut erneut zurück nach Belgien zu Prefaxis Menen.